# قوانين مساحة المثلث
في الهندسة الرياضية، تعطى مساحة المثلث بالقانون:
المساحة = ½×طول القاعدة × الارتفاع
يقصد بالقاعدة أحد أضلاع المثلث ويقصد بالارتفاع العمود النازل من الرأس على القاعدة أو على امتدادها.
لاثبات ما سبق يحول المثلث إلى متوازي أضلاع مساحته ضعف مساحة المثلث،
و بعدها يحول إلى مستطيل طوله قاعدة المثلث وعرضه ارتفاع المثلث.
و من هذا القانون تستنتج قوانين مساحة المثلث الأخرى.

## قوانين المساحة للمثلث

### القانون الأول

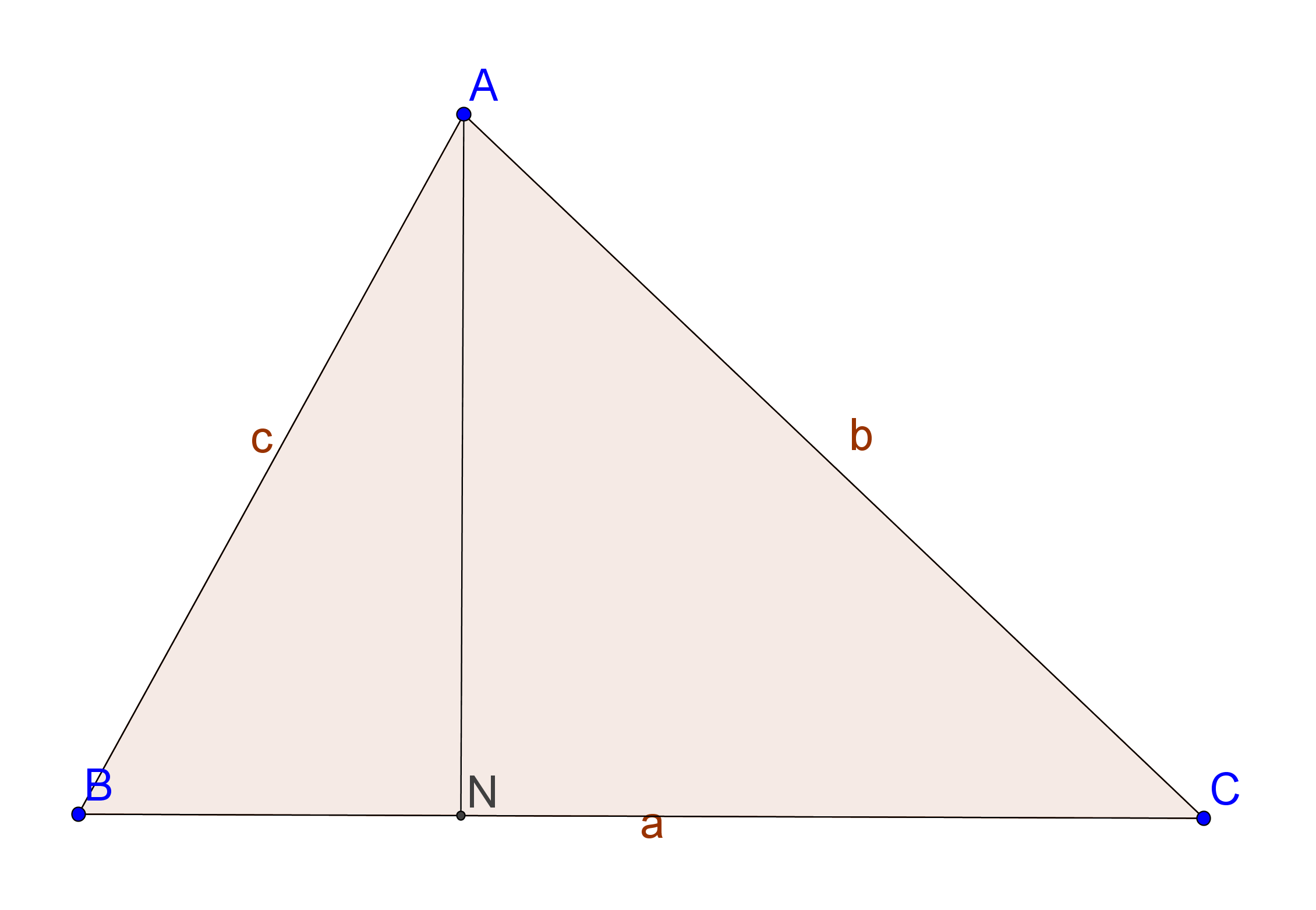
المثلث ABC.

يربط بين مساحة المثلث وبين جيب إحدى زواياه.
{\displaystyle {\underline {Area_{ABC}={\frac {1}{2}}ab\sin {C}}}}
البرهان:
في المثلث ABC: القطعة المستقيمة AN ارتفاع و a,b,c أطوال أضلاع المثلث.
المثلث ANC مثلث قائم في N:
{\displaystyle \Rightarrow Sin{C}={\frac {AN}{b}}}
(جيب الزاوية يساوي المقابل على الوتر في المثلث القائم)
{\displaystyle \Rightarrow AN=b\sin {C}}
{\displaystyle Area_{ABC}={\frac {1}{2}}a.AN={\frac {1}{2}}ab\sin {C}}

### القانون الثاني

دائرة محيطة بالمثلث

يوضح علاقة مساحة المثلث بنصف قطر الدائرة المحيطة به R.
{\displaystyle {\underline {Area_{ABC}={\frac {abc}{4R}}}}}
البرهان:
باستخدام قانون الجيوب:
{\displaystyle {\frac {c}{\sin {C}}}=2R}
{\displaystyle \Rightarrow sin{C}={\frac {c}{2R}}}
{\displaystyle Area_{ABC}={\frac {1}{2}}ab\sin {C}={\frac {abc}{4R}}}

### القانون الثالث

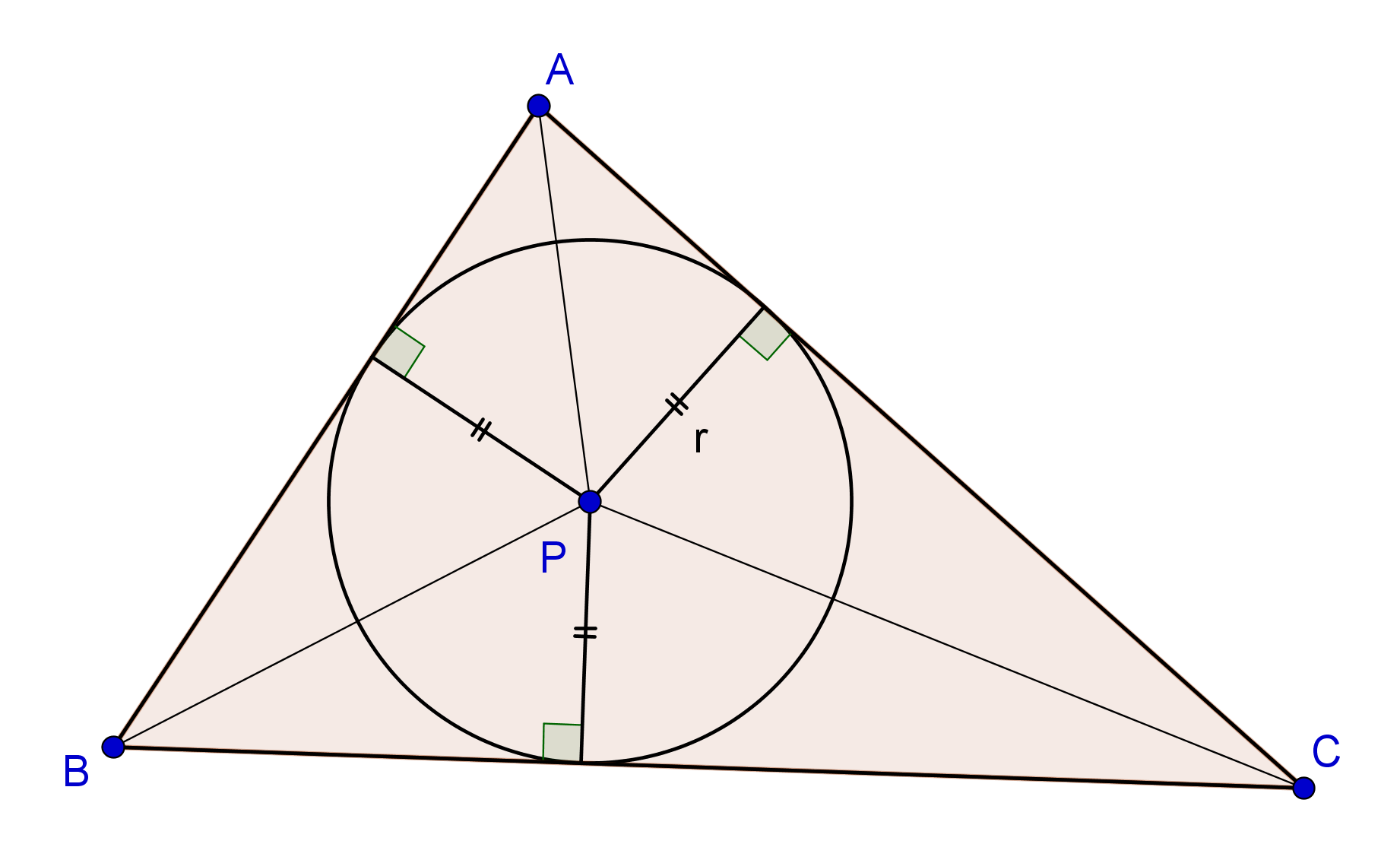
دائرة داخلية في المثلث ABC

يربط بين مساحة المثلث و نصف قطر الدائرة الداخلية r و نصف المحيط s.
{\displaystyle {\underline {Area_{ABC}=rs}}}
البرهان:
P مركز الدائرة الداخلية للمثلث
{\displaystyle Area_{ABC}=Area_{BPC}+Area_{APC}+Area_{APB}}
باستخدام «المساحة = ½ القاعدة × الارتفاع» ثلاث مرات:
{\displaystyle Area_{ABC}={\frac {1}{2}}ar+{\frac {1}{2}}br+{\frac {1}{2}}cr}
{\displaystyle \Rightarrow Area_{ABC}=r{\frac {a+b+c}{2}}=rs}

### القانون الرابع
يعرف بصيغة هيرو:
باعتبار أن a,b,c اطوال اضلاع المثلث قيم معلومة، فإن مساحة المثلث هي:
{\displaystyle {\underline {Area_{ABC}={\sqrt {s\left(s-a\right)\left(s-b\right)\left(s-c\right)}}}}}
حيث أن s نصف محيط المثلث.

### القانون الخامس
يعرف بصيغة جيوشاو:
{\displaystyle {\underline {Area_{ABC}={\frac {1}{2}}{\sqrt {a^{2}c^{2}-\left({\frac {a^{2}+c^{2}-b^{2}}{2}}\right)^{2}}}}}}

### القانون السادس
مساحة المثلث القائم بدلالة طول الوتر والمحيط تُعطى بالعلاقة:
المساحة = (1 / 4) [ (المحيط)^2 - 2 × المحيط × طول الوتر ]

## اقرأ أيضاً
- مثلث
- صيغة هيرو
- ارتفاع المثلث
- قانون الجيب
- دائرة محيطة